# 山里朝盛
山里 朝盛（やまざと ちょうせい、1937年（昭和12年）4月18日 - 2014年（平成26年）1月14日）は、日本の政治家。沖縄県糸満市長。

## 経歴
琉球大学農学部卒業。糸満市収入役を経て、2000年市長選挙に立候補。元職の上原宜成を破り当選。2004年の選挙では、新人の西平賀雄に敗れ次点で落選。
2007年、旭日双光章。2012年からは糸満市社会福祉協議会会長を務めた。
2014年1月14日、癌で死去。